# (11314) Charcot
Pour les articles homonymes, voir Charcot.
(11314) Charcot est un astéroïde de la ceinture principale.

## Description
(11314) Charcot est un astéroïde de la ceinture principale. Il fut découvert par Eric Walter Elst le 8 juillet 1994 à Caussols. Il présente une orbite caractérisée par un demi-grand axe de 2,99 UA, une excentricité de 0,186 et une inclinaison de 11,44° par rapport à l'écliptique.
Il fut nommé en hommage à Jean-Martin Charcot (1825-1893), médecin français qui travailla à la Salpêtrière à Paris.

## Compléments